# 桂元貞
桂 元貞（かつら もとさだ）は、戦国時代から安土桃山時代にかけての武将。毛利氏、吉川氏の家臣。父は桂元澄。子は桂経貞、桂春房、桂春忠、桂春貞。官途名は左近大夫、大和守。

## 生涯
毛利氏庶流の重臣である桂元澄の次男として生まれる。
天文17年（1548年）3月、吉川氏を相続する吉川元春に仕えることとなる。
永禄12年（1569年）の立花城の戦いに従軍。同年5月8日に松尾において中間衆の三郎二郎が敵兵1人を鉄砲で討ち取ったことを確認し、閏5月28日付けの「筑前国立花城合戦敵射伏人数注文」において証言している。
天正3年（1575年）3月13日に死去。嫡男の桂経貞が後を継いだ。

## 系譜
- 父：桂元澄（1500-1569）
- 母：福原広俊の娘（?-?）[1]
- 正室：吉川経世の娘（?-?）[1]
  - 長男：桂経貞（?-1612） - 左近大夫[2]。
  - 次男：桂春房（?-?） - 左馬助[2]、但馬守[2]。
  - 三男：桂春忠（?-?） - 與三兵衛[2]。
  - 四男：桂春貞（?-?） - 次郎兵衛[2]。